# Roland Mahieu
Roland Mahieu est un footballeur français des années 1920. Il évolue au poste d'attaquant.

## Carrière
Il joue pendant sa carrière au Cercle athlétique de Paris, club avec lequel il devient finaliste de la Coupe de France 1928 en perdant la finale 3-1 contre le Red Star.